# Герб Верхнеуслонского района
Герб Верхнеусло́нского муниципального района Республики Татарстан Российской Федерации — опознавательно-правовой знак, служащий официальным символом муниципального образования.
Герб утверждён Решением № 5-59 Совета Верхнеуслонского муниципального района 14 марта 2006 года.
Герб внесён в Государственный геральдический регистр Российской Федерации под регистрационном номером 2301 и в Государственный геральдический реестр Республики Татарстан под № 48.

## Описание герба
«В червлёном поле над лазоревой волнистой оконечностью — выходящий слева берег с серебряным обрывом и зелёным верхом, на котором сидит обращённый вправо серебряный, с золотыми клювом и лапами и с распростёртыми крыльями, сокол».

## Символика герба
Герб языком символов и аллегорий отражает природные, исторические и культурные особенности района.
Высокий, обрывистый берег — услон (Услон — подъём, изволок в гору или под гору, высокое место), изображённый на гербе, указывает на название района. Верхнеуслонские земли в XVI столетии составляли особую часть Казанского ханства — Горную сторону. Здесь, на правом берегу Волги велась добыча белого камня — известняка, из которого возведены Казанский кремль и храмы Свияжска.
Регион имеет богатую историю. С вхождением Казанского края в состав Русского государства эти земли входили в состав Дворцового ведомства, принадлежали крупным монастырям, помещикам. И в ханские времена, и в последующем, здесь широкое распространение имела соколиная охота, на что указывает фигура сокола. Птица готовая к полёту, свидетельствует о связи времён, устремлённости жителей в будущее.
Сокол — традиционный символ храбрости, разума, красоты, стремительности.
Большая часть границ современного района проходит по течению рек Волги (Куйбышевское водохранилище) и Свияги. На территории района находится Карстовое озеро и река Сулица, которые относятся к охраняемым гидрологическим памятникам, отражёнными в гербе особой фигурой — голубой волнистой оконечностью.
Серебро — символ чистоты, совершенства, мира и взаимопонимания.
Золото — символ богатства, стабильности, уважения и интеллекта.
Красный цвет — символ мужества, силы, труда, красоты.
Зелёный цвет — символ природы, здоровья, плодородия, жизненного роста.
Синий, голубой цвет — символ чести, благородства, духовности.

## История герба
Герб разработан авторской группой Геральдического совета при ПрезидентеРеспублики Татарстан и Союза геральдистов России в составе:
Рамиль Хайрутдинов (Казань), Радик Салихов (Казань), Ильнур Миннуллин (Казань), Константин Мочёнов (Химки), Кирилл Переходенко (Конаково), Галина Русанова (Москва).